# 윤아영
윤아영(1986년 4월 8일 ~ )은 대한민국의 성우로, 2012년 대원방송 성우극회 3기 공채로 입사했다.

## 출연 작품
굵은 글씨는 메인 캐릭터.

### 대원방송
- 기동전사 건담 AGE  - 디실, 웬디
- 신 도라에몽 (13기 1화부터) (챔프) - 도라에몽
- 내 마음의 비밀 (애니박스)
- 달의 요정 세일러문 R - 페츠, 모모
  - 달의 요정 세일러문 S - 모니카 / 세일러 넵튠
  - 달의 요정 세일러문 SS - 다이아나
  - 달의 요정 세일러문 ST - 다이아나, 모니카 / 세일러 넵튠
- 디지몬 크로스워즈 - 서채린, 민재, 소영
- 마법의 단추인형 랄라룹시 - 크럼스, 잭
- 미나미家 세자매 4기  (애니박스) - 우치다 아야, 히토미
- 바쿠만 - 가토
- 벨제바브 - 벨
- 소년탐정 김전일 ORIGINAL2 - 아야, 시즈카
  - 소년탐정 김전일 ORIGINAL3 - 하루나, 타쿠미, 미코토, 쿄카
- 스위트 프리큐어♪ - 담임선생님, 서하은
- 스마일 프리큐어! - 홍주화 / 큐어 써니
- 왕괴짜 돈만이 - 민지, 프레드릭
- 울트라 키즈짱 - 루키, 뾰족이, 테비, 문어링
- 캡탄 근육맨 - 루피
- 츠리타마 - 코코
- 트랜스포머 레스큐봇 - 프랭키 그린
- 팩맨과 유령의 모험 (애니박스) - 퍼즈비츠
- 페어리 테일5 - 별하늘의 열쇠 편 - 마리 휴즈
  - 페어리 테일6 - 대마 투 연무 편 - 프로슈, 쉐리아, 아라냐
- 원피스Original 11기 스릴러바크 편 - 로라
- 원피스Original 12기 여인섬 편 - 보아 썬더소니아
- 원피스 New 조 편 - 코즈키 모모노스케

### KBS
- 터닝메카드 W (KBS) - 류
- 브레드 이발소 - 마카롱, 메론빵
- 브레드 이발소2 - 마카롱, 메론빵
- 브레드 이발소3 - 마카롱
- 브레드와 윌크의 세계여행 - 마카롱
- 브레드 이발소 4:베이커리 빵 스타즈 - 마카롱
- 신비아파트 - 그리핀

### 타사
- 포켓몬스터 XY&Z (투니버스) - 모미지
- 포켓몬스터 썬&문 (투니버스) - 릴리에
- 숲의 요정 페어리루 마법의 문 - 바이올렛, 써니, 어니언, 사슴뿔, 루카, 레인보우, 블루베리
- 레이튼 미스터리 탐정사무소 ~카트리에일의 수수께끼 파일 - 카트리에일 레이튼
- 터닝메카드 W: 반다인의 비밀 (투니버스) - 류
- 괴도 조커 (카툰네트워크) - 일공이
- 알쏭달쏭 캐치! 티니핑 (JEI 재능TV) - 꼼딱핑
- 디지몬 고스트 게임 (재능TV) - 박예린, 서아

### 영화 극장 애니
- 짱구는 못말려 극장판: 태풍을 부르는 나와 우주의 프린세스 - 고순희
- 페어리 테일 극장판 봉황의 무녀
- 도라에몽 진구와 바람의 마을 (애니박스) - 바람돌이
- 도라에몽: 진구의 보물섬 - 도라에몽
- 도라에몽: 진구의 달 탐사기 - 도라에몽
- 도라에몽 노비타의 도라비안나이트 - 도라에몽
- 도라에몽 노비타와 브리키의 미궁 - 도라에몽
- 도라에몽 노비타와 몽환삼검사 - 도라에몽
- 도라에몽: 진구의 은하철도 - 도라에몽
- 극장판 도라에몽: 진구의 그림이야기 - 도라에몽 / 헤타피 도라에몽
- 극장판 콩순이: 장난감나라 대모험 - 토토/ 안내 음성 A
- 와일드 로봇 - 로즈

### 일본 드라마
- 가면라이더 오즈 (대원방송) - 신혜선
- 가면라이더 이그제이드 (대원방송) - 안나희/라이드 플레이어
  - 극장판 가면라이더 이그제이드: 트루 엔딩 - 안나희
- 가면라이더 포제 (대원방송) - 노준희, 천수연, 김태인, 선우란
- 파워레인저 고버스터즈 (대원방송) - 미호 (니시히라 후유카)
- 파워레인저 다이노포스 (대원방송) - 유아미 / 핑크 다이노 (콘노 아유리)

### OST
- 스마일 프리큐어! 닫는 노래 - Yeah! Yeah! Yeah!

### 게임
- 쏴! for Kakap - 내레이션
- 카오스온라인 - 마젠다, 세드릭
- 미래의 여친님이 나에게 인사를 건네왔다. - 유린
- 클로저스 - 루나 아이기스
- 레이튼 미스터리 저니: 일곱 대부호의 음모 - 카트리에일 레이튼
- 마피아42 - 스파이, 마녀
- 링 피트 어드벤처 - 링콘
- 로드 오브 히어로즈 - 여로드
- 원신- 바바라
- 쿠키런: 킹덤 - 눈설탕맛 쿠키
- 발로란트 - 제트
- 길티기어 스트라이브 - 잭 오
- 블루 프로토콜 - 페스테

### CM
- 플레이도우
- 아이클레이 휴리와 친구들

## 출연
- 폴리포캣 PV - 폴리포켓 메신저